# Nucula surinamensis
Nucula surinamensis is een tweekleppigensoort uit de familie van de Nuculidae. De wetenschappelijke naam van de soort is voor het eerst geldig gepubliceerd in 1968 door Van Regteren Altena.